# سيد باس
سيد باس (بالإنجليزية: Sid Bass)‏ هو ملحن وكاتب أغاني أمريكي، ولد في 22 يناير 1913، وتوفي في 19 يونيو 1993.

## وصلات خارجية
- سيد باس على موقع ميوزك برينز (الإنجليزية)
- سيد باس على موقع ديسكوغز (الإنجليزية)